# マーン・コーヒー
マーン・コーヒー（漫咖啡、Maan Coffee）は、中華人民共和国・北京で設立されたカフェチェーン。2011年12月25日の1号店開店以来、2015年5月までに中国全土で150を超える店舗を展開している。

## 沿革
2011年12月25日、クリスマスの日に北京麗都店が1号店として開店した。2013年6月には36店舗を構えるまでに成長している。